# Waddenzeecentrum

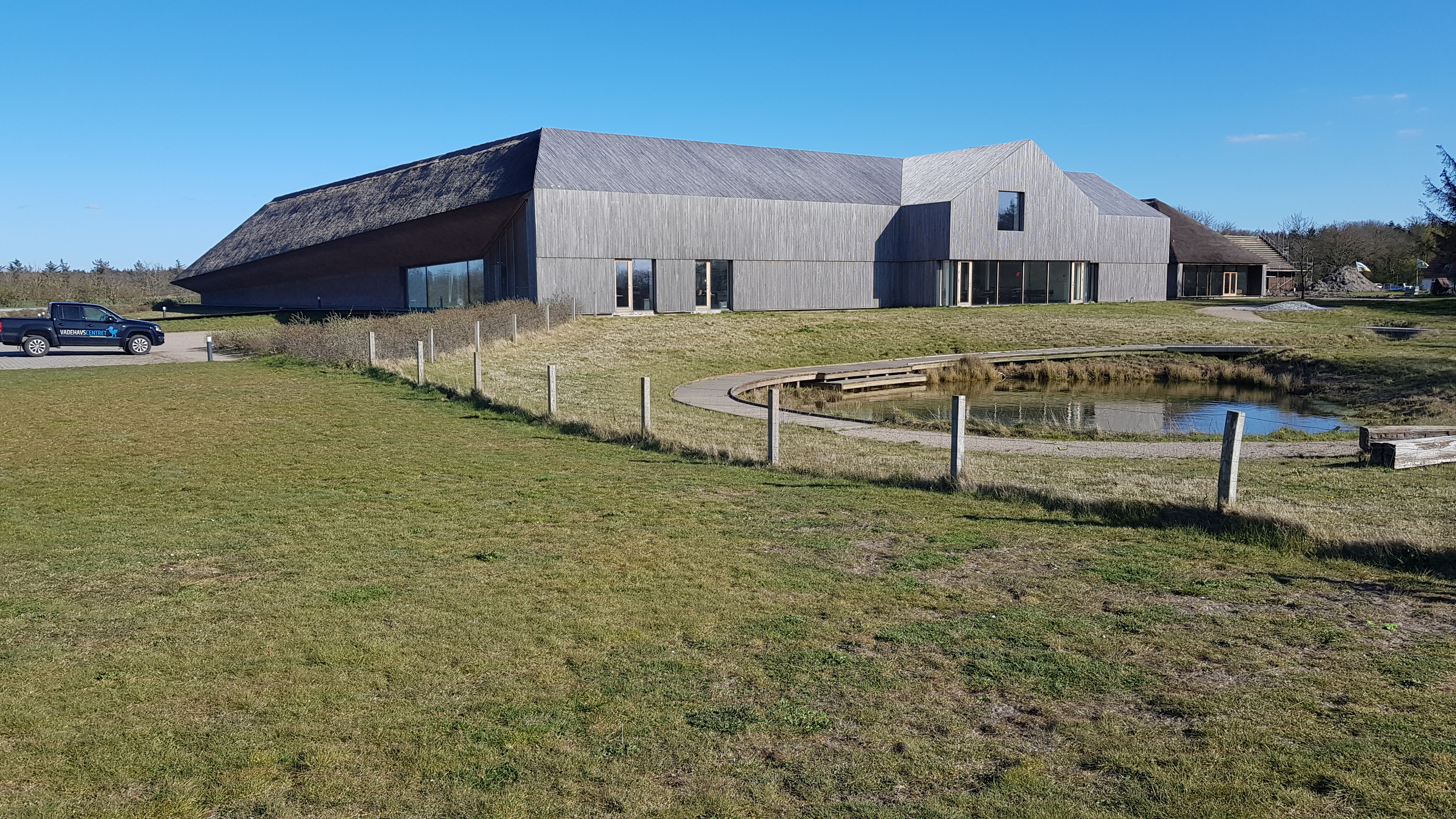
Vadehavscentret

Het Waddenzeecentrum (Deens: Vadehavscentret) is een museum in het Deense Vester Vedsted vlak bij Ribe. Het museum belicht alle aspecten van de Waddenzee en het Deense Nationaal park Vadehavet. Het Waddenzeecentrum werd geopend in 2018 en bevindt zich in een gebouw naar plannen van architect Niels Frithiof Truelsen.